# فحص طبي
الفحص الطبي أو الاختبار الطبي نوع من الإجراءات الطبية التي تعمل لفحص أو تشخيص أو تقييم مرض أو قابلية أو تحديد الاستجابة للعلاج.

## أنواع الاختبارات

### التشخيصية
الاختبار التشخيصي هو إجراء عملية لتأكيد أو تحديد وجود مرض في شخص يشتبه بحمله للمرض، عادةً ما يتم بعد حدوث الأعراض. ومن هذه الاختبارات:-
- استخدام تقنيات الالطب النووي لفحص مرض مصاب بالورم اللمفي.
- قياس سكر الدم عند شخص مشتبه بإصابته بالسكري بعد زيادة ملحوظة في فترات التبول.
- اختبار كوادرز Qadir's test يقيس معدل الدهون في البلازما في الشخص ويكون مفيدا في تشخيص مرض السرطان.
- اختبار عد دموي شامل لشخص لديه حمى عالية للتأكد من العدوى البكتيرية.
- قراءة تخطيط كهربية القلب لشخص يعاني من ألم في الصدر، لتحديد أي مشكلة في القلب.

### الفحص
الفحص يكون اختبارا أو مجموعة اختبارات لفحص أو توقع وجود مرض لدى شخص في حالة خطر. الاختبار الفحصي يمكن عمله لتقييم انتشار المرض والمساعدة في منع انتقال الأمراض.
أمثلة لهذه الاختبارات يكون قياس هرمون منبه الدرقية في الدم للأطفال حديثي الولادة كجزء من فحص الطفل من زيادة إفراز الغدة الدرقية الخلقي. التأكد من سرطان الرئة في الأشخاص الغير مدخنين الذين يتعرضون للدخان.

### التقييم
بعض الاختبارات الطبية تكون تستخدم لتقييم تطور أو الاستجابة إلى العلاجات الطبية.
أمثلة لمثل هذه الاختبارات:- تحليل غازات الدم الشرياني لشخص، وأيضا بعد الأشعة السينية يتم التأكيد على وجود استرواح الصدر أو عمل خزعة من ورم تم نزعه لتحديد درجة الخطورة.

## الأخطار
بعض الإجراءات لعمل اختبار طبي تكون مهددة للحياة وتحتاج إلى تخدير كامل.كالتنظير المنصف وبعض الاختبارات تكون أقل خطورة كعينات فحص الدم. الاختبارات الطبية من الممكن أن تحتوي على أخطار ليست مباراة كضغط الاختبار والاختبارات الإيجابية الخاطئة.